# Liberola - Serreta Negra
Liberola - Serreta Negra este o arie protejată (arie specială de conservare — SAC, sit de importanță comunitară — SCI) din Spania întinsă pe o suprafață de 4.918,47 ha, integral pe uscat.

## Localizare
Centrul sitului Liberola - Serreta Negra este situat la coordonatele 41°25′46″N 0°08′29″E / 41.4295°N 0.14125°E.

## Înființare
Situl Liberola - Serreta Negra a fost declarat sit de importanță comunitară în iulie 2000 pentru a proteja 1 specie de plante și 4 specii de animale. Situl a fost protejat și ca arie specială de conservare în februarie 2021.

## Biodiversitate
Situată în ecoregiunea mediteraneană, aria protejată conține 6 habitate naturale: Pseudostepă cu ierburi și specii anuale de Thero-Brachypodietea, Vegetație gipsofilă iberică (Gypsophiletalia), Tufărișuri halo-nitrofile (Pegano-Salsoletea), Matorral arborescenți cu Juniperus spp., Galerii și tufărișuri riverane sudice (Nerio-Tamaricetea și Securinegion tinctoriae), Păduri de pin mediteraneene cu pini mezogeni endemici.
La baza desemnării sitului se află mai multe specii protejate:
- plante (1): Boleum asperum
- pești (2): Cobitis paludica, Parachondrostoma miegii
- reptile (2): țestoasa de baltă (Emys orbicularis), Mauremys leprosa

Pe lângă speciile protejate, pe teritoriul sitului au mai fost identificate 20 de specii de plante, 22 de specii de păsări, 4 specii de amfibieni, 2 specii de mamifere, 1 specie de pești, 2 specii de reptile.